# Estadio Farid Richa
El estadio Farid Richa es una infraestructura futbolística ubicada en la ciudad capital del estado Lara, Barquisimeto, en la parte centro occidental de Venezuela, es la sede del equipo de fútbol local de segunda división Policía de Lara F. C., Unión Lara S. C. y Unión Deportiva Lara, de igual manera es sede del equipo de primera división Asociación Civil Deportivo Lara. Fue bautizado con ese nombre en homenaje a un destacado jugador de origen libanés, Farid Richa.

## Historia
En la década de 1960, Barquisimeto no contaba con ningún estadio de fútbol, así que el presidente de la Asociación de Fútbol del Estado Lara, Farid Richa, a partir de 1961 con la ayuda oficial y privada —esta última mayormente— logra la construcción del estadio de fútbol para Barquisimeto, el cual a partir de 1963 como homenaje imperecedero lleva su nombre.
Fue reinaugurado en el año 2001 para ser sede de los Juvines Lara 2001. En la actualidad alberga los juegos de la segunda división de la Federación Venezolana de Fútbol y tiene una capacidad aproximada de 12 480 espectadores. El
Lara FC jugó sus partidos como local en esta instalación hasta su desaparición; hoy en día Unión Lara SC, Policía de Lara Fútbol Club, y Unión Deportiva Lara son quienes utilizan la cancha para disputar sus partidos como local. Así como también el equipo de la primera división de la Liga FUTVE, Asociación Civil Deportivo Lara. En el año 1982 se le hizo la primera gran remuneración en vista de los Juegos Bolivarianos de ese mismo año.